# Wiata pallida
Wiata pallida är en insektsart som beskrevs av Irena Dworakowska 1972. Wiata pallida ingår i släktet Wiata och familjen dvärgstritar.
Artens utbredningsområde är Elfenbenskusten. Inga underarter finns listade i Catalogue of Life.